# Гавриил I Гревенски
Гавриил (на гръцки: Γαβριήλ) е православен духовник, митрополит на Охридската архиепископия.

## Биография
Избран е за гревенски митрополит на Охридската архиепископия в 1630 година. Гавриил е роден в мецовското влашко село Милия. Споменава се в „Ехо д'Ориан“. Споменава се и в ктиторския надпис на манастира „Успение Богородично“ в гревенското село Спилео от 1633 година: „При управлението на господин Гавриил от село Милия, Мецовско и цар султан Мурад 1633“.